# Duboz, Timiș
Duboz este un sat în comuna Nițchidorf din județul Timiș, Banat, România.

## Legături externe

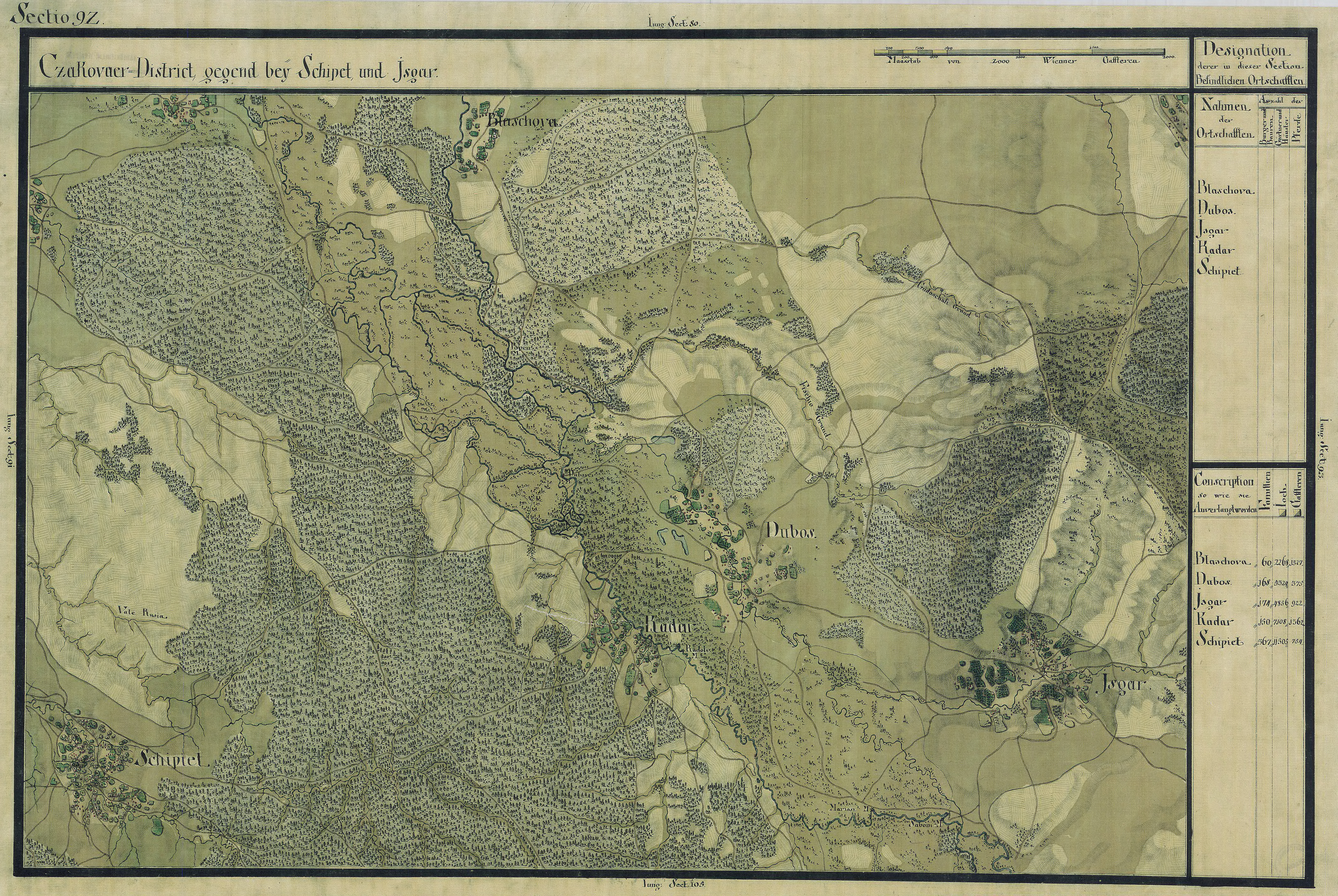
Duboz în Harta Iosefină a Banatului, 1769-72